# Mustavuori (Tampere)
Mustavuori (en français : mont noir) est une crête allongée située dans le quartier de Kalkku à Tampere en Finlande.

## Présentation
Mustavuori fait partie d'un ensemble de crêtes qui traverse la région de Tampere.
De l'est, la crête passe par l'esker de Pyynikki et Pispalanharju jusqu'à l'esker d'Epilä, où elle bifurque. La branche nord s'étend comme l'esker d'Epilä vers l'Ostrobotnie.
La branche sud, qui comprend Mustavuori, traverse Rahola en direction de Nokia.

## Station de ski
La station de ski dispose de trois pistes éclairées, dont deux grandes et une est une piste pour enfants. 
Il y a aussi une piste de luge. 
La première pente est rouge et la deuxième pente est bleue. 
Il y a trois ascenseurs. 
De plus, il existe des spots de performance spéciaux pour les snowboardeurs.

## Accès
Mustanvuori est desservie par les lignes 29, 29K et 70Y de bus des transports publics de la région de Tampere.